# Catalina de Jesús Herrera
Catalina de Jesús María Herrera Campusano (Guayaquil, 22 de agosto de 1717-Quito, 29 de septiembre de 1795), conocida como Sor Catalina de Jesús Herrera fue una religiosa y escritora ecuatoriana; perteneció al Monasterio de Santa Catalina de Siena en Quito. Está en la categoría de venerable dentro de la Iglesia católica por los múltiples milagros y profecías que se le atribuyen. Su autobiografía titulada Secretos entre el alma y Dios reescrita en 1760, se publicó en 1895 en la colección Antología de Prosistas en homenaje por el centenario de su muerte.

## Biografía
Catalina de Jesús Herrera nació en Guayaquil el 22 de agosto de 1717, fue hija de Juan Delfín Herrera Campusano y de María Navarro Navarrete y Castro, siendo su madre quien le enseñó a leer y escribir a los 7 años, así como una educación religiosa. Cuenta la anécdota que después de presenciar el nacimiento de un niño en el vientre materno a los cuatro años, empezó a reflexionar sobre el origen de la vida, el origen del hombre y de la mujer. Cuando le preguntó a su madre recibió una respuesta que fue una catequesis completa, partiendo de Dios, Creador de todas las cosas. Su padrino fue el sargento mayor Francisco Gantriper. Por otro lado, la muerte de su padre en 1728, la llevó a un cambio espiritual y adquirió la costumbre de confesarse y comulgar cada quince días; era devota de la Virgen del Rosario e ingresó a la tercera Orden dominicana del convento de San Pablo Apóstol de Guayaquil con ayuda de Fray Carlos García de Bustamante.
Se interesó mucho por la cutlura, se caracterizó por ser curiosa e intelectual. Se dedicó a leer libros, y su género favorito eran las "comedias" según cuenta en sus escritos. También leyó a Santa Teresa de Jesús, San Juan de la Cruz y otros exponentes de la mística y la teología moral. Fue su hermano, un fraile dominico, quien le aconsejó que abandonara la lectura frívola y se dedicara a otras obras más profundas.
Viajó a Quito en 1741 para ingresar al Monasterio de Santa Catalina de Siena, adoptando el nombre religioso de "Catalina Luisa de Jesús, María y José"; en 1745 fue asignada como Maestra de Novicias y para 1755 ostentaba el cargo de Madre Priora. Falleció el 29 de septiembre de 1795 a los 78 años de edad y fue enterrada en el mismo convento donde vivió
Fue depositaria, según los documentos del Archivo del monasterio recopilados en 1771. Esto también lo sería desde los años 1783 hasta 1785. Fungiría como priora desde 1786 hasta 1788. Por último sería depositaria de 1789 hasta 1792, pocos años antes de su muerte.

## Obra
En 1747 escribió su primera autobiografía titulada Secretos entre el alma y Dios pero al terminarlo lo quemó; años después su nuevo confesor, Fray Tomás Corrales, le ordenó que escribiera nuevamente y así lo hizo; Sor Catalina inició esta labor desde el 8 de febrero de 1758 y lo terminó el 29 de agostó de 1760.

Su obra está escrita en estilo sencillo pero hermoso y muy ameno, propio del alma privilegiada de una mujer culta. Revela algunos pasajes de su vida monástica no exenta de problemas materiales y espirituales y narra hermosas anécdotas que hacen las delicias del lector. Su prosa está considerada una de las más sólidas y mejor construidas de la colonia por los recursos y riqueza idiomática que contiene.
Rodolfo Pérez Pimentel

Sus escritos fueron 30 cuadernillos realizados a mano y posteriormente publicados en 1895, en el centenario de su muerte, que se convirtieron en seis tomos. Se publicaron como parte de la Biblioteca Ecuatoriana Mínima donde se reproducen siete fragmentos, de la parte cuarta y el capítulo sexagésimo cuarto:

1. Comencé en esta unión a entender cómo se derramaban de aquella Grandeza muchísimos bienes sin medida para todos los escogidos y para todos los hombres a manos llenas. Por donde ninguno se puede quejar, sino de su ingratitud.

2. Y que todos estos bienes y grandezas que Dios da a todas sus criaturas conocí que era el Distribuidor de ellas Nuestro Señor Jesucristo, que con gran alegría las recibía de su Eterno Padre y de su misma Divinidad que es una con el Padre, y las regaba así al mundo, sin escasez, para que unos se aprovechen y otros no se quejen.
3. Y de todo esto conocí que se llenaban todas tres Divinas Personas con aquella única Divinidad que todas tres encierran, se alegraban y llenaban de inmensa Gloria, que nunca les faltó, ni falta, ni faltará.
4. Luego entendí una voz del Verbo que dijo: Estos bienes les vinieron a los hombres por mí, por hacerme Hombre por ellos, que es el mayor de los beneficios, con el de haberme quedado Sacramentado en el Mundo para estarme con ellos. Que todas tres Divinas Personas hicimos gratuita, liberal y misericordiosamente, por sólo el amor que les tuvimos.
5. Diome el Señor a conocer la grandeza de ese beneficio de que lo Divino se hubiese unido con lo Humano. Y no obstante éste, quedarse con nosotros en el Santísimo Sacramento. Que abisma este conocimiento que recibí, fuera de lo que siempre he creído por la Fe.
6. Dióseme a conocer cuán grande e inmensa es la Misericordia de nuestro buen Dios, y que es tan grande cuanto aquella justicia que se me dio antes a entender (que ya dejo referida) Y aquí, ya me parecía no tenía que temer dentro de esta Misericordia.

7. Sucedíame dentro de esta Inmensidad que a veces subía y bajaba: subía a mirar las obras de Dios, bajaba a mirar las miserias e ignorancias de los hombres. Que si supiesen y entendiesen estas maravillas no sé si podrían ser ingratos.”
Catalina de Jesús Herrera